# Соколов Віктор Іванович

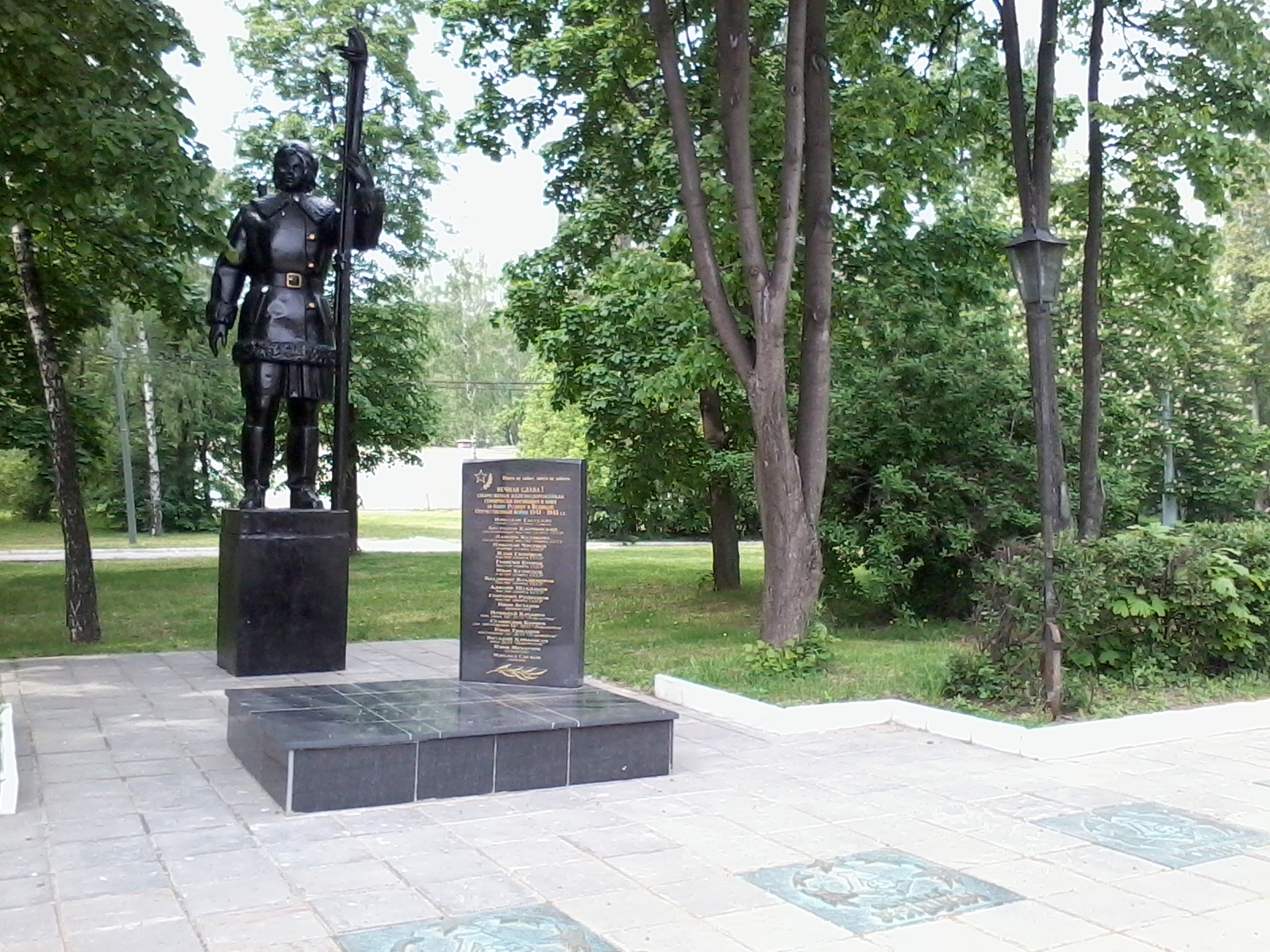
Алея Слави

Віктор Іванович Соколов (рос. Виктор Иванович Соколов; нар. 27 березня 1911, Москва, Російська імперія — пом. 1 січня 1999, Москва, Росія) — радянський футболіст та тренер, захисник. Заслужений майстер спорту СРСР. Чемпіон III Літньої Робочої Олімпіади в Антверпені (1937, Бельгія).

## Клубна кар'єра
Футбольну кар'єру розпочав 1925 року в юнацькій команді «Геофізика» (Москва). Потім грав за московські клуби «Каучук» (працював резинщиком) та «Червона Роза». У 1933 році прийняв запрошення московського «Динамо», тому в 1936 році перейшов до московського «Спартака». У 1937 році в складі «Спартака», став переможцем III Всесвітньої робітничої Олімпіади в Антверпені, переможцем робочого Кубка Світу в Парижі, взяв участь в легендарних матчах зі збірною Басконії та матчах з професіональними клубами з Болгарії. 2 травня 1943 року, будучи капітаном команди, вивів московських спартаківців на поле в знаменитому матчі «На руїнах Сталінграда». У 1947 році перейшов до челябінського «Дзержинця», у футболці якого 1948 року завершив кар'єру футболіста.
Паралельно грав у хокей. Закінчив кар'єру гравця в 1952 році після розформування команди.

## Кар'єра в збірній
По завершенні кар'єри гравця розпочав тренерську діяльність. З 1940 по 1950 рік очолював львівський «Спартак». Потім тренував аматорські колективи «Спартак» (Кімри) та «Хімік» (Москва), а також тренував друголіговий «ВМС» (Москва). У 1955—1959 роках тренував рідний московський «Спартак». Потім очолював «Труд» (Тула), «Труд» (Калінінград) та «Спартак» (Рязань). У вересні 1964 року очолив запорізький «Металург», яким керував до червня 1965 року. Потім допомагав тренувати аматорський клуб «Червоний Жовтень» (Москва), а також узбецький «Політвідділ» (Янгібозор). У вересні 1968 року призначений старшим тренером «Кривбас» (Кривий Ріг), який очолював до червня 1969 року. Наступними клубами в його кар'єрі були «Промінь» (Владивосток) та «Спартак» (Кострома).
1 січня 1999 року помер у Москві у віці 88 років.

## Пам'ять
- Його ім'я увіковічнене на Алеї слави стадіону «РЖД Арена».

## Досягнення

### Як гравця
«Спартак» (Москва)
- Чемпіонат СРСР
  -  Чемпіон (2): 1938, 1939
  -  Срібний призер (1): 1937
  -  Бронзовий призер (2): 1936 (в), 1940

- Кубок СРСР
  -  Володар (3): 1938, 1939, 1946

### Як тренера
- Чемпіонат СРСР
  -  Бронзовий призер (2): 1950, 1951

- У списку 22-х найкращих футболістів (3): 1950, 1951, 1952

### Відзнаки
- Заслужений майстер спорту СРСР